# سیاست‌های موناکو
سیاست‌های موناکو (به انگلیسی: Politics of Monaco) در چارچوب پادشاهی مشروطه با شاهزاده موناکو به عنوان رئیس دولت با برخی اختیارات با چندین نهاد مشورتی و قانونگذاری صورت می‌گیرد.

## قانون اساسی
از لحاظ تاریخی، شاهزادگان خاندان حاکم گریمالدی تا زمانی که اولین قانون اساسی موناکو در سال ۱۹۱۱ به تصویب رسید، حاکمان یک سلطنت مطلقه بودند. قانون اساسی دوم توسط شاهزاده رینیر سوم در ۱۷ دسامبر ۱۹۶۲ اعطا شد که در آن شاخه‌های مقننه، قضایی و اجرایی دولت که متشکل از چندین سازمان اداری و تعدادی شورا است، مشخص شد. شاهزاده به عنوان رئیس دولت بیشتر قدرت حاکمیتی کشور را حفظ می‌کند. با این حال، نهادهای قضایی و قانونگذاری شاهزاده ممکن است مستقل از کنترل او عمل کنند.